# Parafia Ewangelicko-Augsburska w Wieszczętach-Kowalach
Parafia Ewangelicko-Augsburska w Wieszczętach-Kowalach – parafia luterańska w Wieszczętach, tuż przy granicy z Kowalami, należąca do diecezji cieszyńskiej Kościoła Ewangelicko-Augsburskiego w RP. 

## Historia
Po wydaniu Patentu Tolerancyjnego ewangelicy z obszaru wsi Kowale i Wieszczęta weszli w skład parafii w Jaworzu, której siedziba zlokalizowana była w znacznym oddaleniu od tych miejscowości. 
W 1857 w pobliskim Bielowicku został założony cmentarz ewangelicki, a następnie szkoła wyznaniowa. Powołana została gmina szkolno-cmentarna Kowale-Bielowicko.
W 1865 została utworzona parafia w Skoczowie, do której przyłączone zostały m.in. Kowale, Wieszczęta i Bielowicko. Działająca w Bielowicku szkoła ewangelicka stała się własnością skoczowskiej parafii, a następnie w 1905 została ona sprzedana na rzecz wsi za kwotę 3500 koron.
W 1912 w Skoczowie miało miejsce zebranie rady gminy szkolno-cmentarnej Kowale-Bielowicko, podczas którego zdecydowano o budowie kaplicy w sąsiedztwie zlokalizowanego w Bielowicku cmentarza. Ostatecznie jednak z uwagi na nieodpowiednie położenie nekropolii, postanowiono o założeniu nowego cmentarza granicy Kowali i Wieszcząt oraz powstaniu tam kaplicy. Działka została zakupiona w 1913, natomiast ukończona kaplica i cmentarz zostały poświęcone 22 czerwca 1916. Nabożeństwa w kaplicy prowadzone były raz w miesiącu w godzinach popołudniowych naprzemienne przez proboszczów parafii w Jaworzu i Skoczowie.
W okresie dwudziestolecia międzywojennego w Wieszczętach funkcjonował Związek Polskiej Młodzieży Ewangelickiej.
Podczas II wojny światowej, 20 kwietnia 1942 trzy dzwony umieszczone w wieży kaplicy zostały zarekwirowane na cele wojenne. W nocy z 28 na 29 marca 1945 kaplica została wysadzona przez wycofujące się wojska niemieckie. Po zakończeniu wojny doszło do jej odbudowy, a ukończony obiekt został poświęcony 11 września 1949 przez biskupa Jana Szerudę.
16 sierpnia 1981 miało miejsce poświęcenie kamienia węgielnego pod budowę domu katechetycznego, zlokalizowanego w sąsiedztwie kaplicy w Wieszczętach. Po trwających dwa lata pracach został on poświęcony 11 września 1983 przez ks. Janusza Narzyńskiego, Biskupa Kościoła Ewangelicko-Augsburskiego w PRL.
17 listopada 1991 odbyło się zebranie wiernych stacji kaznodziejskiej w Wieszczętach związane z ideą przekształcenia jej w samodzielną parafię. Inicjatywa ta pojawiała się już w latach 50. XX wieku. Na zgromadzeniu podjęto decyzję o rozpoczęciu usamodzielniania się od parafii w Skoczowie. Odrębna parafia w Wieszczętach-Kowalach, powstała z obszaru wydzielonego z parafii w Jaworzu i Skoczowie, została powołana uchwałą Konsystorza z 9 kwietnia 1992, która weszła w życie 1 lipca 1992. Jej proboszczem-administratorem został ks. Piotr Janik. Uroczystości związane z erygowaniem nowej parafii miały miejsce podczas pamiątki poświęcenia kaplicy 30 sierpnia 1992, aktu tego dokonał biskup diecezji cieszyńskiej ks. Paweł Anweiler. Dom katechetyczny zaczął spełniać rolę plebanii.
6 marca 1994 miały miejsce wybory pierwszego w historii proboszcza parafii, którym został jej dotychczasowy administrator, ks. Piotr Janik.
9 maja 1994 przez Konsystorz została podjęta uchwała o przemianowaniu kaplicy w Wieszczętach na kościół, który otrzymał później imię Kościoła Pojednania.
W 2017 parafia liczyła około 500 wiernych.